# Bolsa de Colmar
Se conoce con el nombre de bolsa de Colmar a un episodio bélico de tres semanas de duración que se produjo en los alrededores de la ciudad francesa de Colmar, en Alsacia, durante la Segunda Guerra Mundial, que enfrentó al 1.er. Ejército francés y al XXI Cuerpo de Ejército estadounidense, por un lado, con el 19.º Ejército alemán, por el otro. Los combates tuvieron lugar entre el 20 de enero y el 9 de febrero de 1945 en unas condiciones extremadamente difíciles debido al invierno, especialmente frío allí ese año, y a la propia configuración del terreno, que no ofrecía prácticamente ninguna cobertura natural al avance de los atacantes aliados.

## Formación de la bolsa
En noviembre de 1944, cuando la línea defensiva de los alemanes en la cordillera de los Vosgos se hundió como consecuencia de una ofensiva llevada a cabo por el Sexto Grupo de Ejército de Estados Unidos, se formó una cabeza de puente de 65 km de largo por 50 km de ancho en la orilla occidental del río Rin. El 1.er. Ejército francés al mando del general de Lattre de Tassigny, que avanzaba desde Belfort, en el sur, logró liberar Mulhouse el 21 de noviembre y alcanzar el Rin en las proximidades de Basilea. Al mismo tiempo, la 2.ª División Blindada francesa consiguió penetrar en el sector norte de los Vosgos, liberando Estrasburgo el 23 de noviembre de 1944. Las tropas de la Wehrmacht que todavía se hallaban presentes en la zona meridional de Alsacia se encontraron así en una cabeza de puente semicircular cuyo centro era la ciudad de Colmar, cabeza de puente a la que se denomina como bolsa de Colmar. Dicha bolsa no fue eliminada con rapidez, en parte debido a las crecientes dificultades logísticas con que se encontraban los Aliados tras su avance por Francia, que les alejaba cada vez más de los puertos y de los suministros llegados a ellos por vía marítima, pero en parte también porque Alsacia, que había sido anexionada cuatro años antes por la Alemania nazi, fue defendida por los alemanes con la misma determinación que cualquier otro territorio del Tercer Reich. Para la defensa del sector, los alemanes habían organizado el Grupo de Ejércitos Oberrhein (Alto Rin), colocado bajo el mando directo del Reichsführer-SS Heinrich Himmler. Dicho grupo tenía a su cargo la defensa del sector que comprendía desde el bosque de Bienwald al norte hasta la frontera con Suiza al sur. El suministro a las tropas alemanas presentes en la bolsa se efectuaba a través de los puentes aún intactos sobre el río Rin cerca de Chalampé y Neuf-Brisach.

## Nuevo despliegue aliado
En enero de 1945, los alemanes lanzaron la llamada operación Nordwind en el norte de Alsacia, en dirección a Estrasburgo. En apoyo de esta contraofensiva, las unidades de la 198.ª División de Infantería alemana y de la 106.ª Brigada Panzer Feldherrnhalle atacaron hacia el norte, en dirección a la capital alsaciana, desde el interior de la bolsa de Colmar, entre el 7 y el 13 de enero de 1945. Las tropas francesas que guarnecían el sector únicamente sufrieron pequeñas pérdidas, logrando mantenerse en el territorio situado al sur de Estrasburgo. Tras el fracaso de la Operación Nordwind, el Sexto Grupo de Ejército de Estados Unidos recibió la orden de eliminar la bolsa de Colmar. La acción formaba parte de un plan global diseñado por el general Eisenhower, que preveía que todas las tropas de los ejércitos aliados hubiesen alcanzado la línea del Rin antes de atravesarlo para penetrar en Alemania. Y puesto que la mayor parte de las tropas aliadas desplegadas en la bolsa de Colmar eran francesas, se asignó la misión de reducir la bolsa al 1.er. Ejército francés.
La 3.ª División de Infantería estadounidense había sido destinada a los Vosgos a mediados de diciembre para relevar a la 36.ª División de Infantería estadounidense, con lo que ya se hallaba en posición para apoyar las operaciones de eliminación de la bolsa de Colmar. En previsión de que las tropas francesas tuviesen necesidad de tropas estadounidenses adicionales para la batalla que iba a dar comienzo, el general Jacob Devers, comandante del Sexto Grupo de Ejércitos, logró el envío de una División desde otro sector del frente. Así llegó la 28.ª División de Infantería, procedente de la batalla de las Ardenas, que tomó posición en el flanco derecho de la 3.ª División de Infantería. Así, con la 28.ª División tomando posiciones en el valle de Kaysersberg, la 3.ª División podría concentrarse en el ataque contra las dos divisiones alemanas que se le enfrentaban, la 708.ª División Volksgrenadier. Además, una división blindada, la 10.ª División Blindada, se preparó para intervenir en la ofensiva, aunque la secuencia de los acontecimientos hizo que finalmente fuese la 12.ª División Blindada quien finalmente tomó parte en la batalla.

## Condiciones meteorológicas y orográficas
El invierno de 1944-45 resultó ser inhabitualmente frío en la Europa noroccidental. En su Histoire de la Première Armée française, el general De Lattre de Tassigny describió las condiciones climatológicas en Alsacia como «siberianas», con unas temperaturas que podían llegar a los -20 °C, fuertes vientos y una capa de nieve de casi un metro de espesor.
La llanura alsaciana es extraordinariamente plana, no ofreciendo prácticamente ninguna cobertura a un atacante, a excepción de algunas ocasionales masas boscosas. La llanura es igualmente una parte de la cuenca hidrográfica del río Rin, quedando entrecortada por numerosos ríos y canales con sus orillas acondicionadas, haciéndolos difícilmente franqueables por algún vado para los vehículos motorizados. Por otro lado, por la llanura se encuentran diseminados pequeños pueblos compuestos de sólidas casas cuya construcción en varias plantas ofrece a las tropas defensoras una buena vista sobre el campo de batalla. Así pues, cuando las tropas aliadas se lanzaron al ataque, se vieron entorpecidas por un tiempo muy frío y por quedar expuestas al fuego defensivo de unas tropas alemanas bien protegidas y atrincheradas en las zonas urbanas.

## Primer ataque del I Cuerpo de Ejército francés
El I Cuerpo de Ejército francés, al mando del general Émile Béthouart se lanzó al ataque el 20 de enero de 1945. La 2.ª División de Infantería marroquí y la 4.ª División de Montaña marroquí tenían como objetivo inicial la toma de Ensisheim. La 9.ª División de Infantería Colonial llevó a cabo ataques secundarios en el flanco derecho de la línea de avance, al norte de Mulhouse. Dichas unidades recibieron en sus asaltos el apoyo de los carros de combate de la 1.ª División Blindada francesa. Atacando en medio de una tempestad de nieve, el I Cuerpo de Ejército francés sorprendió al LXIII Cuerpo de Ejército alemán del general Erich Abraham, logrando ya en el primer día de ofensiva la liberación de cinco pueblos: Lutterbach, Pfastatt, Bourtzwiller, Illzach y Kingersheim. Pero cuando el ritmo de avance francés comenzó a ralentizarse con la llegada de la noche, los alemanes lanzaron su contraataque. El mal tiempo y el terreno difícil, unidos a una feroz defensa alemana, paralizaron finalmente el avance del I Cuerpo de Ejército francés, limitando fuertemente los éxitos iniciales alcanzados.
El asalto francés, sin embargo, obligó a los alemanes a desplazar sus reservas, consistentes en la 106.ª Brigada Panzer Feldherrnhalle, el 654.º Batallón Antitanque pesado y la 2.ª División de Montaña, hacia el sur. Pero este limitado éxito no se había producido sin tener que asumir un coste significativo: una brigada de la 1.ª División Blindada francesa, la Combat Command 1 (CC1), perdió treinta y seis carros de combate medios (sobre un total de aproximadamente cincuenta), que tropezaron con minas. En otras unidades blindadas participantes en la lucha las pérdidas fueron similares.
A diferencia de la mayor parte de la llanura alsaciana, el sector sobre el que combatía el I Cuerpo de Ejército francés incluía regiones boscosas y terrenos urbanos, lo que comportó un ritmo lento de avance en el primer día del ataque. Así, la 4.ª División de Montaña marroquí no logró avanzar más que unos 3 km hacia el nordeste en dirección a Cernay. En el flanco derecho de la 4.ª División de Montaña marroquí, la 2.ª División de Infantería marroquí avanzó casi 6 km hacia el nordeste en dirección a Wittelsheim. En el flanco derecho, saliendo desde Mulhouse, la 9.ª División de Infantería Colonial avanzó igualmente entre 5 y 6 km en los arrabales y zonas boscosas al norte de la ciudad, mientras el CC1 tomaba Richwiller y el 6.º Regimiento de Infantería Colonial liberaba Wittenheim. El 24 de enero, un contraataque blindado alemán llevado a cabo por la 106.ª Brigada Panzer Feldherrnhalle en las cercanías de Richwiller fue rechazado por las tropas coloniales francesas, perdiendo los alemanes 15 carros y cazacarros. 
Globalmente, los avances territoriales del I Cuerpo de Ejército francés eran más importantes en la parte occidental o flanco derecho del avance, pero los alemanes consiguieron en buena parte frenar el avance francés entre el 20 y el 30 de enero. Durante este periodo, los franceses se vieron obligados a combatir en los pueblos mineros dedicados a la extracción de potasas, entre vertederos de residuos mineros, pozos de minas o fábricas en las que se habían acondicionado trampas, todo lo cual favorecía la defensa de los alemanes. La violencia de los combates fue tal que el 30 de enero, al CC2 tan sólo le quedaban en uso 16 tanques Sherman del total de 53 con los que inició el combate.

## Ataque del II Cuerpo de Ejército francés
El II Cuerpo de Ejército francés del general Joseph de Goislard de Monsabert, por su parte, pasó a la ofensiva los días 22 y 23 de enero de 1945 con la 3.ª División de Infantería estadounidense y la 1.ª División de Infantería francesa. La zona al sur de la 3.ª División se hallaba defendida por la 28.ª División de Infantería estadounidense, mientras que la 2.ª División blindada francesa era mantenida en la reserva.

### Primer ataque de la 3.ª División de Infantería estadounidense

Escudo de la 3.ª División de Infantería estadounidense.

La 3.ª División de Infantería estadounidense al mando del general John W. O'Daniel, lanzó su ofensiva en dirección sudeste el 22 de enero de 1945, atravesando el río Ill, rodeando la ciudad de Colmar por el norte y abriendo de este modo una brecha para los carros de combate de la 5.ª División Blindada francesa en dirección al puente ferroviario de Neuf-Brisach, utilizado por los alemanes para la entrega de suministros a aquellas de sus tropas que todavía se hallaban en Alsacia. El 30.º Regimiento de Infantería se dirigió entonces hacia el sudeste, atravesó el río Ill al norte de la granja de La Maison Rouge, para luego proseguir hacia el sur y capturar el puente de La Maison Rouge al alba del 23 de enero. El 30.º Regimiento de Infantería estadounidense atravesó entonces el bosque de Riedwihr en dirección a las localidades de Riedwihr y Holtzwihr. El puente de La Maison Rouge se reveló finalmente demasiado frágil para soportar el peso de los tanques estadounidenses, ya que el puente se hundió cuando un tanque intentó atravesarlo. Debido a esto, el 30.º Regimiento de Infantería únicamente podía contar con un mínimo de medios de defensa antitanque (formado por bazucas y por tres cañones antitanque de 57 mm) cuando sufrió a partir de esa misma tarde un contraataque a cargo de la infantería alemana de la 708.ª División Volsgrenadier apoyada por cazacarros del 780.º Batallón de Artillería de Asalto. Sin protección natural y no pudiendo cavar trincheras debido a la existencia de hielo, el 30.º Regimiento de Infantería tuvo que replegarse y protegerse en la orilla oeste del río Ill. La reorganización de la unidad llevó tres días, durante los cuales el Regimiento no se halló en disposición de proseguir el combate.
El 24 de enero, el 15.º Regimiento de Infantería estadounidense continuó la acción iniciada por el 30.º Regimiento de Infantería, conquistando de nuevo el puente de La Maison Rouge. Un nuevo contraataque alemán apoyado por carros de combate logró destruir la línea defensiva de una de las compañías del Regimiento, pero no pudo llegar hasta el puente defendido por los estadounidenses. En el curso de ese mismo día, unidades de ingenieros estadounidenses levantaron un puente que cruzaba el río Ill al norte de La Maison Rouge, a la vez que un batallón del 15.º Regimiento de Infantería con apoyo de carros de combate atacó hacia el sur para, finalmente, asegurar la cabeza de puente. Durante los dos días siguientes, el 15.º Regimiento de Infantería empujó hacia el sur, hacia los pueblos de Riedwihr y Holtzwihr, entrando en el bosque de Riedwihr. Los contraataques alemanes fueron constantes, pero los estadounidenses lograron rechazarlos gracias al apoyo blindado que recibieron.
El 26 de enero de 1945, al sur del bosque de Riedwihr, algunas unidades de infantería y de tanques alemanes salieron desde Riedwihr para lanzar un contraataque contra la Compañía B del 15.º Regimiento de Infantería. El teniente Audie Murphy ordenó entonces a sus hombres que se replegasen al bosque, mientras que él mismo se montó sobre un cazacarros M10 Wolverine en llamas y ahuyentó a los alemanes con la ametralladora pesada del vehículo, a la vez que solicitaba una barrera de artillería sobre su propia posición. Incapaces de determinar desde dónde les disparaba Murphy, los atacantes alemanes quedaron paralizados, antes de ser también atacados por cazabombarderos estadounidenses que pudieron aprovecharse de un hueco en las nubes sobre el campo de batalla. Los alemanes fueron obligados a replegarse hacia Holtzwihr y el teniente (y futuro actor) Audie Murphy fue condecorado con la Medalla de Honor por su heroísmo en el combate.
Riedwihr cayó en manos del 15.º Regimiento de Infantería el 26 de enero y Holtzwihr fue conquistado por el 30.º Regimiento de Infantería al día siguiente. Esta última unidad prosiguió en dirección sur, alcanzando el canal de Colmar el 29 de enero de 1945.
La toma de Jebsheim se hacía necesaria para proteger el flanco norte de la 3.ª División de Infantería. El general O'Daniel encargó dicha misión al 254.º Regimiento de Infantería estadounidense. Entre el 26 y el 27 de enero, soldados alemanes del 136.º Regimiento de Cazadores de Montaña defendieron Jebsheim, que finalmente fue tomada el 28 y 29 de enero por el 254.º Regimiento de Infantería, tanques franceses del Combat Command 6 (5.ª División Blindada y un batallón del 1.er Regimiento de Paracaidistas franceses. El 254.º Regimiento de Infantería puso entonces rumbo hacia el sur, en dirección al canal del Ródano al Rin. Al mismo tiempo, el 7.º Regimiento de Infantería estadounidense subió a primera línea para dirigirse, al igual que el 15.º Regimiento de Infantería estadounidense y la 5.ª División Blindada francesa, hacia la ciudad fortificada de Neuf-Brisach, que tan sólo distaba 8 km de las unidades avanzadas de la 3.ª División de Infantería estadounidense.

### Ataque de la 1.ª División de Marcha francesa

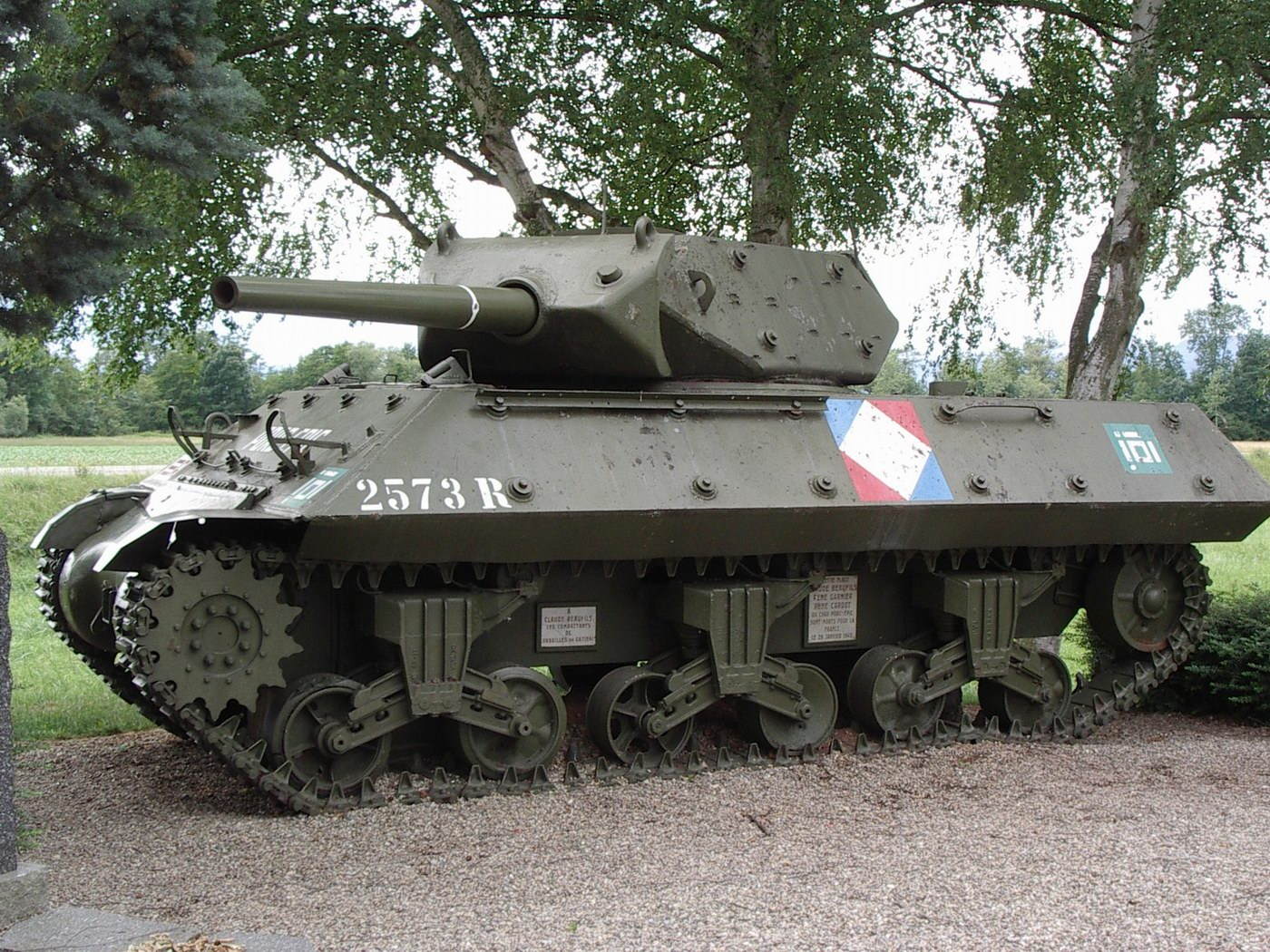
Cazacarros M10 Wolverine del 8.º Regimiento Acorazado del Ejército francés que todavía puede contemplarse donde fue puesto fuera de combate el 26 de enero de 1945 entre Illhaeusern y Elsenheim.

En el flanco izquierdo, al norte de la 3.ª División de Infantería estadounidense, la 1.ª División de Marcha francesa (antes 1.ª División de Infantería de la Francia Libre) al mando del general Pierre Garbay atacó hacia el este el 23 de enero, teniendo como objetivo el río Rin.
Frente a cuatro batallones de la 708.ª División Volksgrenadier, apoyados por cazacarros y artillería, la 1.ª División de Marcha francesa luchó en condiciones similares a las padecidas por los estadounidenses más al sur. Los alemanes habían organizado una defensa en profundidad, aprovechándose de sus posiciones en los pueblos y bosquecillos, desde los que dominaban el terreno al descubierto que debía ser atravesado por los atacantes. Además, los alemanes habían minado el terreno, con la finalidad de frenar y canalizar el avance de los Aliados hacia los puntos en que les fuese favorable. 
Dos batallones de la 708.ª División Volksgrenadier lanzaron un contraataque contra las unidades avanzadas francesas situadas en el curso del río Ill el 23 de enero, aunque fueron rechazados. Deseoso de atraer a la infantería y los blindados alemanes al bosque de Elsenheim, el general Garbay ordenó a la 1.ª Brigada avanzar a lo largo de la carretera entre Illhaeusern y Elsenheim. Entre el 26 y el 27 de enero, la 1.ª Brigada concentró sus esfuerzos en la apertura de este itinerario y en la limpieza del obstáculo constituido por el bosque de Elsenheim, con un ataque principal en los bosques realizado el 27 de enero por el 3.er Batallón del Regimiento de Marcha de la Legión Extranjera francesa (parte de la 13.ª Media Brigada de la Legión Extranjera). 
El pueblo de Grussenheim fue tomado al precio de fuertes pérdidas el 28 de enero, gracias al apoyo recibido de carros de la 2.ª División Blindada francesa. Para superar la resistencia alemana, los franceses se lanzaron hacia delante, tomando Elsenheim y Marckolsheim el 31 de enero y alcanzando las orillas del río Rin al día siguiente. Durante las operaciones en la bolsa de Colmar, la 1.ª División de Marcha francesa contó entre sus bajas a 220 muertos, 1240 heridos y 96 desaparecidos.

## Ataque del XXI Cuerpo de Ejército estadounidense
Advirtiendo la difícil progresión de las tropas aliadas en la bolsa de Colmar, el general De Lattre de Tassigny pidió refuerzos al Grupo de Ejército del que formaba parte, el VI Grupo de Ejércitos estadounidense. Dando su acuerdo, el general Devers colocó el XXI Cuerpo de Ejército estadounidense al mando del general Frank W. Milburn bajo la dependencia del 1.er Ejército francés. Dicho Cuerpo estadounidense tomó posiciones entre los dos Cuerpos franceses el 28 de enero, asumiendo el mando de la 3.ª División de Infantería y de la 28.ª División de Infantería estadounidenses. Además, otras dos divisiones estadounidenses, la 75.ª División de Infantería y la 12.ª División Acorazada, fueron igualmente asignadas al XXI Cuerpo, junto con tres unidades francesas: la 5.ª División Acorazada, el 1.er Regimiento de Paracaidistas y el 1.er Batallón de Choque. El XXI Cuerpo, así formado, recibió la orden de tomar la ciudad de Colmar y de dirigirse hacia el puente de Neuf-Brisach.
Por su parte, el Alto Mando alemán malinterpretó los objetivos aliados, creyendo que el asalto aliado era el preludio de una ofensiva general a lo largo de toda la línea del frente para intentar una ruptura al azar en cualquier lugar de la línea. Hitler prestó su conformidad para efectuar una retirada parcial en el norte (el saliente de Erstein) en la noche del 28 al 29 de enero, pero prohibió una retirada general a la otra orilla del Rin. Las avanzadillas alemanas en la cordillera de los Vosgos se retiraron, pero en la confusión generada por la retirada y por las propias presiones debidas a la actividad bélica, muchas de las unidades se entremezclaron con otras. Ello, aunque no afectó a los efectivos disponibles para el combate, sí que disminuyó sensiblemente la cohesión defensiva de las unidades alemanas. El 29 de enero de 1945, el Heeresgruppe Oberrhein fue disuelto, y las unidades que se encontraban en la bolsa de Colmar quedaron bajo el mando del Heeresgruppe G (Grupo de Ejércitos G) bajo las órdenes del general de las SS Paul Hausser. 

### Segundo ataque de la 3.ª División de Infantería estadounidense
Durante este tiempo, la 3.ª División de Infantería estadounidense prosiguió con su maniobra en dirección hacia el sur y el este. Al anochecer del 29 de enero, la artillería de la 3.ª División abrió fuego durante tres horas con sus cañones pesados de 105 mm y de 155 mm para preparar el asalto de los 7.º y 15.º Regimientos de Infantería hacia el canal de Colmar, al sur, que la infantería atravesó finalmente entre las 21 horas y la medianoche. Tras haber asegurado el control de los lugares para el paso del canal, las unidades de ingenieros iniciaron la construcción de tres puentes Bailey sobre el canal para permitir su cruce a los vehículos blindados. 
Al día siguiente, los combat commands franceses CC4 y CC5 (ambos pertenecientes a la 5.ª División Acorazada francesa) atravesaron el canal, mientras que el CC4 prestaba apoyo al 7.º Regimiento de Infantería estadounidense y el CC5 apoyaba al 15.º Regimiento de Infantería estadounidense. Poco después, el 15.º Regimiento de Infantería y el CC5 tomaron Urschenheim tras un duro combate, mientras que el 7.º Regimiento de Infantería tomó posiciones ante Horbourg. Ese mismo día, el 254.º Regimiento de Infantería estadounidense avanzó hacia el este en dirección hacia Artzenheim con el apoyo del Combat Command CC6 francés, pero los alemanes recibieron apoyo de su artillería y de algunos Jagdpanther camuflados para rechazar el asalto, destruyendo seis carros y cuatro semiorugas franceses. Artzenheim fue finalmente liberado por el II Cuerpo de Ejército francés el 1 de febrero de 1945.
Combatiendo en la zona de la 3.ª División de Infantería estadounidense, el 1.er Regimiento de Paracaidistas francés atacó y tomó Widensolen al alba del 31 de enero. Hacia las 17 horas, algunas patrullas de la 3.ª División alcanzaron el canal del Ródano al Rin aproximadamente a 8 km al sudeste de los puntos de paso ya establecidos sobre el canal de Colmar. Ese mismo día, el CC6 francés fue retirado del frente tras haber sufrido graves pérdidas, ya que no contaba más que con 13 blindados en estado operativo y con 30 hombres en su compañía de Fusileros de la Legión Extranjera. Fue reemplazado por un combat command de la 2.ª División Blindada francesa. El 1 de febrero, los 15.º y 30.º regimientos de infantería se desplegaron hacia el sur, a lo largo del ya citado canal entre el Ródano y el Rin, alcanzando el sector situado al norte de Neuf-Brisach. 
Entre el 2 y el 3 de febrero, el 7.º Regimiento de Infantería estadounidense se desplazó hacia el sur, a lo largo del mismo canal, pasando por Artzenheim y tomando Biesheim tras librar una áspera batalla a lo largo de todo el día. El 3 de febrero, cerca de Biesheim, el Technician 5 Forrest E. Peden, de la 3.ª División atravesó la zona batida por la artillería alemana para ir en busca de ayuda para una unidad que había quedado cercada. Cuando regresaba en un carro de combate ligero, Peden murió cuando su vehículo fue alcanzado de pleno por un disparo alemán y destruido. Por su heroísmo, el soldado Peden fue condecorado a título póstumo con la Medalla de Honor.
Tras pasar un día en la consolidación de las posiciones tan recientemente conquistadas, la 3.ª División de Infantería se desplazó aún más hacia el sur el 5 de febrero, tomando Vogelgrun al día siguiente. La ciudad fortificada de Neuf-Brisach fue rápidamente tomada el 6 de febrero por el 30.º Regimiento de Infantería estadounidense gracias a la ayuda de un civil y de dos niños franceses, quienes mostraron a los estadounidenses las entradas no defendidas hacia la ciudad. Pero los alemanes, que mientras tanto habían evacuado al resto de sus hombres y de su equipo, habían destruido no lejos de allí el puente que atravesaba el río Rin en Breisach am Rhein. La toma de Neuf-Brisach marcó el final de las operaciones en la bolsa de Colmar para la 3.ª División de Infantería estadounidense.

### Ataque de la 75.ª División de Infantería estadounidense
La 75.ª División de Infantería estadounidense subió al frente el 31 de enero, fecha en la que tomó posiciones entre la 3.ª y la 28.ª divisiones de infantería estadounidenses. Atacando el 1 de febrero, el 289.º Regimiento de Infantería estadounidense limpió Horbourg y el 290.º Regimiento de Infantería estadounidense avanzó hacia Andolsheim, ocupando la ciudad el 2 de febrero a las 14 horas. 
Ese mismo día, la 75.ª División de Infantería organizó algunos ataques de diversión para cubrir el avance aliado hacia la ciudad de Colmar, que se hallaba justo al oeste de su sector. El 3 de febrero, la 75.ª División limpió un bosque y al día siguiente se dedicó a la consolidación de sus recién adquiridas posiciones. Prosiguiendo su avance el 5 de febrero, la 75.ª División de Infantería desbordó Appenwihr, Hettenschlag y Wolfgantzen. El 6 de febrero, la 75.ª División de Infantería alcanzó el canal del Ródano al Rin al sur de Neuf-Brisach. Esta acción fue la última de esta 75.ª División de Infantería  en la bolsa de Colmar.

### Ataque de la 28.ª División de Infantería estadounidense
Aunque hasta esa fase de la batalla se había mantenido en reserva, la 28.ª División de infantería estadounidense al mando del general Norman Cota quedó en ese momento relacionada con el Combat Command CC4 francés, recibiendo la misión de tomar la ciudad de Colmar.
El 2 de febrero, avanzando junto al 109.º Regimiento de Infantería estadounidense, los soldados de infantería atravesaron un foso antitanque al norte de la ciudad, mientras que los blindados franceses buscaban un lugar de paso para franquear dicho obstáculo. Una vez logrado, los carros de combate franceses entraron en la ciudad de Colmar, alcanzando la plaza Rapp a las 11:30 horas. Entre el 2 y el 3 de febrero, el 109.º Regimiento de Infantería estadounidense, el CC4 francés, el 1.er Regimiento de Paracaidistas y los comandos efectuaron labores de limpieza de alemanes en el interior de la ciudad. En un acto cargado de simbolismo, el 152.º Regimiento de Infantería francés regresó a Colmar, que era la ciudad en la que estaba destinado como fuerza de guarnición antes del inicio de la guerra. 
El 3 de febrero, avanzando hacia el sur, el 112.º Regimiento de Infantería estadounidense penetró en Turckheim, a la vez que despejaba de enemigos Ingersheim, localidad situada al oeste de Colmar. Otras unidades de la 28.ª División de infantería estadounidense se unieron a los franceses, quienes bloqueaban las vías de retirada de los alemanes que se replegaban desde los Vosgos. El 6 de febrero, la 28.ª División se desplazó al este del canal del Ródano al Rin, al flanco sur del XXI Cuerpo de Ejército estadounidense, finalizando de este modo su participación en esta batalla.

### Ataque de la 12.ª División Acorazada estadounidense
El 3 de febrero, la 12.ª División Acorazada estadounidense avanzó hacia el sur, bordeando las líneas de la 28.ª División de infantería estadounidense, teniendo como objetivo conectar con el I Cuerpo de Ejército francés, cortando así en dos la bolsa de Colmar. El Combat Command B (CCB) de la 12.ª División Acorazada mantenía una cabeza de puente en las cercanías de Sundhoffen y el CCR avanzó por la carretera entre Colmar y Rouffach. Al día siguiente, el CCA entró en Hattstatt, pero el CCR se vio frenado en su avance por los defensores alemanes. 
El 5 de febrero, el CCA liberó Rouffach, conectando con la 4.ª División de Montaña marroquí del I Cuerpo de Ejército francés, unos 17 días después de iniciarse el ataque francés. Más tarde, la 12.ª División Acorazada estadounidense apoyó a la 28.ª División de infantería estadounidense para bloquear la línea de retirada de los alemanes que se replegaban desde los Vosgos.

## Segundo ataque del I Cuerpo de Ejército francés
A principios de febrero, el I Cuerpo de Ejército francés efectuó tareas de limpieza de grupos dispersos de resistencia alemana al sur del río Tour, entre Cernay y Ensisheim, que seguían en manos de la Wehrmacht. Esta acción no finalizó hasta el 3 de febrero. El 4 de febrero, finalmente, el I Cuerpo logró efectuar una penetración hacia el norte, atravesó el río Thur y, al no encontrar sino una débil resistencia alemana, la 4.ª División de Montaña marroquí logró, tras haber liberado Cernay y el reguero de pueblos que flanquea el pie de la cordillera de los Vosgos (Uffholtz, Wattwiller, Hartmannswiller, Wuenheim, Berrwiller, Soultz, Guebwiller...), llegar hasta la periferia sur de Rouffach.
Al día siguiente, la 4.ª División de Montaña marroquí enlazó con la 12.ª División Acorazada estadounidense en Rouffach, a la vez que la 9.ª División de Infantería Colonial atacaba Ensisheim, el objetivo inicial del I Cuerpo de Ejército. Hirtzfelden fue tomada por la 2.ª División de Infantería marroquí el 6 de febrero y la 9.ª División Colonial acabó con la tarea de liberar Ensisheim antes de tomar posiciones al este, en el bosque de Hardt. El 7 de febrero, la 9.ª División de Infantería Colonial y la 1.ª División Acorazada francesa llegaron al canal del Ródano al Rin al este de Ensisheim. Los cipayos y el 151.er Regimiento de Infantería francés limpiaron el Hardt el 8 de febrero, mientras que la 1.ª División Acorazada francesa avanzaba hacia el sur, en dirección a la cabeza de puente alemana de Chalampé, efectuando más al norte el contacto con elementos de la 2.ª División Acorazada francesa, en las proximidades de Fessenheim.
Durante todo este tiempo, las tropas alemanas situadas en la orilla occidental del río Rin estuvieron sometidas a un intenso fuego de artillería y a ataques aéreos de los cazabombarderos franceses y estadounidenses. Finalmente, el 9 de febrero, el I Cuerpo de Ejército francés eliminó la retaguardia alemana en Chalampé y, no disponiendo de tropas de importancia al oeste del Rin en esta región, los alemanes destruyeron, no lejos de allí, el puente que atravesaba dicho río. Esta acción marcó la finalización de las operaciones de los Aliados en la bolsa de Colmar.

## Epílogo
De acuerdo con las instrucciones del general Dwight Eisenhower, la bolsa de Colmar había sido eliminada y el Sexto Grupo de Ejército de Estados Unidos tomó posiciones a lo largo del Rin entre la frontera suiza y la zona al norte de Estrasburgo. El 19.º Ejército alemán, aunque no completamente destruido, había perdido a la mayor parte de sus componentes más experimentados (únicamente la 708.ª División Volksgrenadier sufrió escasas pérdidas) y se vio obligado a reconstituirse en la zona de Baden a través de reclutas entre el personal con escasa experiencia perteneciente al  Volkssturm para reemplazar las graves pérdidas sufridas en la llanura alsaciana. Los alemanes dejaron igualmente atrás 55 vehículos blindados y 66 piezas de artillería.
La supresión de la bolsa de Colmar permitió al Sexto Grupo de Ejército de Estados Unidos concentrarse en su siguiente ataque, mediante el que pretendía atravesar las defensas alemanas de la Línea Sigfrido para iniciar la invasión de la propia Alemania, una operación que se puso en marcha en marzo de 1945. Por el contrario, en el norte de Alsacia, el frente se mantuvo estático desde el fracaso alemán en la Operación Nordwind y esta región no quedó completamente liberada hasta el 20 de marzo de 1945.
Durante esta campaña, Alsacia cambió de manos por cuarta vez en 75 años, pasando de nuevo a manos de Francia en detrimento de Alemania.
Tras la batalla, los franceses concedieron a la 3.ª División de Infantería estadounidense el derecho a portar la Croix de guerre, y el presidente de los Estados Unidos le concedió la Presidential Unit Citation. Francia distinguió también con la Croix de guerre al 109.º Regimiento de Infantería estadounidense y a la 28.ª División de Infantería estadounidense. 
Desde entonces, son muy numerosas las calles de los pueblos y ciudades de Alsacia que recibieron el nombre de los comandantes y las unidades aliadas que combatieron en esta batalla, a la vez que los grandes cementerios militares franceses y estadounidenses, pero también alemanes, que son perfectamente visibles en Alsacia, dan testimonio hoy en día de la dureza de las luchas que tuvieron lugar en el crudo invierno de 1944 - 1945 en esta región francesa.

## Orden de batalla

### Unidades alemanas el 20 de enero de 1945
- 19.º Ejército alemán (general Siegfried Rasp)
  - 2.ª División de Cazadores de Montaña
  - 106.ª Brigada Panzer Feldherrnhalle
- LXIV Cuerpo de Ejército (teniente general Max Grimmeiss)
  - 189.ª División de Infantería
  - 198.ª División de Infantería
  - 708.ª División Volksgrenadier
  - 16.ª División Volksgrenadier

- LXIII Cuerpo de Ejército (teniente general Erich Abraham)
  - 338.ª División de Infantería
  - 159.ª División de Infantería
  - 716.ª División de Infantería

### Unidades aliadas el 20 de enero de 1945
- 1.er Ejército francés (general Jean de Lattre de Tassigny)
  - 10.ª División de Infantería francesa
  - I Cuerpo de Ejército francés (general Émile Béthouart)
    - 4.ª División de Montaña marroquí
    - 2.ª División de Infantería marroquí
    - 9.ª División de Infantería Colonial
    - 1.ª División Blindada francesa

  - II Cuerpo de Ejército francés (general Joseph de Goislard de Monsabert)
    - 3.ª División de Infantería argelina
    - 1.ª División de Marcha (antes 1.ª División de Infantería de la Francia Libre)
    - 2.ª División Acorazada francesa
    - 5.ª División Acorazada francesa
    - 3.ª División de Infantería estadounidense
    - 28.ª División de Infantería estadounidense